# Gerardo Rabajda
Gerardo Rabajda, vollständiger Name Gerardo Daniel Rabajda Maino, (* 13. August 1967 in Montevideo) ist ein ehemaliger uruguayischer Fußballspieler.

## Karriere

### Vereine
Der 1,82 Meter große Torhüter Rabajda gehörte zu Beginn seiner Karriere von 1990 bis Mitte 1994 der Mannschaft des Club Atlético Peñarol an. Die „Aurinegros“ gewannen in dieser Phase 1993 die uruguayische Meisterschaft. Zudem erreichten sie im selben Jahr die Finalspiele um die Copa Conmebol. Dort unterlagen die Montevideaner mit Rabajda im Tor erst im Rückspiel nach Elfmeterschießen gegen Botafogo Rio de Janeiro. Sodann wechselte er zum chilenischen Klub Unión Española, für den er bis in das Jahr 1995 aktiv war. Von 1995 bis Mitte 1999 war der Puebla FC aus Mexiko sein Arbeitgeber. Für die Mexikaner bestritt er 92 Ligaspiele. Anschließend verpflichtete ihn der FC Sevilla. Bei den Spaniern debütierte er am 10. November 1999 im Pokalspiel gegen CA Osasuna. Letztmals kam er am 19. Dezember jenes Jahres im Ligaspiel gegen Real Oviedo zum Einsatz. Insgesamt steht für ihn beim Verein aus der andalusischen Hauptstadt das Mitwirken in zwei Partien der Primera División in der Spielzeit 1999/2000 und in zwei Begegnungen der Copa del Rey zu Buche. Anfang Januar 2001 wurde er bis Ende Juni 2002 an Rosario Central ausgeliehen. Von der Apertura 2002 bis zum Jahresende 2003 spielte er für den Danubio FC. Als letzte Karrierestation ist für ihn in der Saison 2004 Centro Atlético Fénix verzeichnet. Dort wurde er dreimal in der Primera División eingesetzt. Auch soll er noch in Reihen der Mannschaft von Miramar Misiones gestanden haben. Nach Karriereende ist er als Unternehmer und Spielerberater unter anderem von Jonathan Rodríguez, Egidio Arévalo, Juan Manuel Salgueiro und Diego Ifrán tätig.

#### Nationalmannschaft
Rabajda gehörte der uruguayischen U-20-Auswahl an, die an der U-20-Südamerikameisterschaft 1987 in Kolumbien teilnahm.

#### Erfolge
- Uruguayischer Meister: 1993